# Chorvatsko na Letních olympijských hrách 2012
Chorvatsko se účastnilo Letní olympiády 2012. Zastupovalo ho 108 sportovců (64 mužů a 44 žen) v 17 sportech.

## Medailisté
| Medaile | Jméno | Sport             | Soutěž             |
| ------- | --- | ----------------- | ------------------ |
| Zlato   | Sandra Perkovićová | Atletika          | Ženy hod diskem    |
| Zlato   | Giovanni Cernogoraz | Sportovní střelba | muži trap          |
| Zlato   | Samir Barać Miho Bošković Ivan Buljubašić Damir Burić Andro Bušlje Nikša Dobud Igor Hinić Maro Joković Petar Muslim Paulo Obradović Josip Pavić Sandro Sukno Frano Vićan                                    | Vodní pólo        | muži               |
| Stříbro | David Šain Martin Sinković Damir Martin Valent Sinković | Veslování         | muži párová čtyřka |
| Bronz   | Lucija Zaninović | Taekwondo         | ženy 49 kg         |
| Bronz   | Mirko Alilović Ivano Balić Damir Bičanić Denis Buntić Ivan Čupić Domagoj Duvnjak Jakov Gojun Zlatko Horvat Marko Kopljar Blaženko Lacković Venio Losert Ivan Ninčević Manuel Štrlek Igor Vori Drago Vuković | Házená            | Turnaj mužů        |